# Марія Ром
Марія Ром (нім. Maria Rohm; 13 серпня 1945, Відень, Австрія — 18 червня 2018, Торонто, Канада) — австрійська акторка театру та кіно, кінопродюсерка.

## Біографія
Перший акторський досвід Марія здобула в знаменитому Бурґтеатрі у Відні, де виступала у віці від 4 до 13 років. Там вона глала в шекспірівській «Сон літньої ночі», автобіографії Толстого «А Світло у темряві світить», у «Фермер, як мільйонер» Фердинанда Раймунда та інших.
Марія Ром працювала з багатьма великими німецькими акторами, такими як Аттіла Хьорбіґа, Паула Весселі, Курд Юргенс, Аннемарі Дюрінже, Генріх Швайгер, Джудіт Холцмайста і багатьма іншими. Вона здобула популярність, з'являючись в багатьох експлуатаційних фільмах режисера Джесса Франко в кінці 1960-х років. 
В 1964 Марія одружилася з кінопродюсером Гаррі Аланом Таверсом і перебувала з ним у шлюбі до його смерті у 2009. Вона полишила акторство у 1976 і надалі в основному виступала як продюсерка фільмів.

## Фільмографія

### Акторка
- Twenty-Four Hours to Kill (1965)
- The Million Eyes of Sumuru (1966)
- Помста Фу Манчу / The Vengeance of Fu Manchu (1967)
- П'ять золотих драконів / Five Golden Dragons (1967)
- The House of 1,000 Dolls (1967)
- The Face of Eve (1968)
- Кров Фу Манчу / The Blood of Fu Manchu (1968)
- The Girl from Rio (The Seven Secrets of Sumuru, 1968)
- 99 Women (1968)
- Venus in Furs (1969)
- Юджені / Eugenie (1970)
- Кривавий суддя / Il trono di fuoco (1970)
- Граф Дракула / Nachts, wenn Dracula erwacht (1970)
- Dorian Gray (1970)
- Невідзнята плівка, вампір / Cuadecuc, vampir (1971)
- Black Beauty (1971)
- Call of the Wild (1972)
- Treasure Island (1972)
- Ten Little Indians (1974)

### Продюсерка
- Чорна стріла / Black Arrow (1985)
- Edge of Sanity (1989)
- She (2001)
- Queen's Messenger (2001)
- High Adventure (2001)
- Death, Deceit & Destiny Aboard the Orient Express (2001)
- Sumuru (2003)
- Dorian (2004)
- The Sea Wolf (2005)